# 莱赫·瓦斯科
莱赫·瓦斯科（波蘭語：Lech Łasko，1956年6月2日—），波兰男子排球运动员。他曾代表波兰参加1976年和1980年夏季奥林匹克运动会排球比赛，其中1976年奥运会获得一枚金牌。